# Kuntz Electroplating
Kuntz Electroplating (KEI) ist ein kanadisches Unternehmen mit Sitz in Kitchener (Ontario). Das 1948 von Oscar Kuntz gegründete Unternehmen ist einer der größten Galvanikbetriebe Nordamerikas. Kuntz verchromt Bauteile für die Automobil- und Motorradindustrie (insbesondere Harley-Davidson).
Von 1978 bis 1990 war das Unternehmen mehrheitlich im Besitz von Magna. In den 1990er Jahren expandierte Kuntz stark in die Verchromung von Aluminiumrädern. 1998 wurden durchschnittlich 3.800 Stahlräder, 1.400 Aluminiumräder und knapp 4.000 Stoßstangen pro Tag verchromt. Ende der 1990er wurde auch der Höhepunkt der Beschäftigung mit über 1.200 Mitarbeitern erreicht. In den 2000er Jahren kam es zu einem starken Rückgang der Räderproduktion, der vormalige Hauptkunde Ube Industries schloss sein Werk in Sarnia. Kuntz stieg unter anderem in die Produktion von LKW-Trittbrettern ein. Nachdem ein deutsches Unternehmen seinen Betrieb einstellte, konnte Kuntz einen großen Teil der europäischen Produktion von verchromten Alurädern für Oberklassewagen übernehmen.